# Marlene West
Pour les articles homonymes, voir West.
Marlene West, née le 8 juin 1972 à Kingston, est une joueuse de squash représentant la Jamaïque et les Îles Caïmans. Elle atteint en mai 2010 la 71e place mondiale sur le circuit international, son meilleur classement. Elle est championne de Jamaïque à 5 reprises et championne des Caraïbes à quatre reprises entre 1993 et 2003.

## Biographie
À partir de 2006, elle représente les Îles Caïmans et elle est invitée aux championnats du monde 2012 se déroulant à Grand Cayman, échouant face à Alison Waters au premier tour en match d'ouverture. C'est son dernier match officiel.
Elle remporte quatre titres de championne des Caraïbes.

## Palmarès

### Titres
- Championnats des Caraïbes: 4 titres (1993, 1999, 2001, 2003)
- Championnats de Jamaïque : 5 titres

### Finales
- Championnats des Caraïbes: 1997